# Glycaspis wanbiensis
Glycaspis wanbiensis är en insektsart som beskrevs av Moore 1964. Glycaspis wanbiensis ingår i släktet Glycaspis och familjen rundbladloppor. Inga underarter finns listade i Catalogue of Life.